# Колмеал-да-Торре
Колмеал-да-Торре (порт. Colmeal da Torre; МФА: [kɔɫ.mi.ˈaɫ dɐ ˈto.ʁɨ]) — парафія в Португалії, у муніципалітеті Белмонте. Розташована в східній частині країни, на теренах історичної португальської провінції Бейра. Входить до складу округу Каштелу-Бранку. За адміністративним поділом, чинним до 1976 року, терени парафії були складовою провінції Нижня Бейра. Належить до Порталегрівсько-Каштелу-Бранківської діоцезії Католицької церкви. Патрон — святий Варфоломій. Площа — 7,4146 км². Населення — 729 ос. (2011). Слабо урбанізований регіон. Густота населення — 98,32 осіб/км²
. Код — 050103.

## Населення
| 1950  | 1960  | 1970 | 1981 | 1991 | 2001 | 2011 |
| 1 002 | 1 123 | 673  | 757  | 873  | 894  | 729  |